# Claus Scharnberg Jensen
Claus Scharnberg Jensen født 1957 er en tidligere dansk atlet fra Hvidovre AK fra 1981 i Københavns IF. Han deltog i verdensmesterskaberne i cross 1981, hvor det blev en 195. plads. Han vandt det danske mesterskab på 3000 meter indendørs 1984. 

## Internationale mesterskaber
- 1981 VM 12 km cross nummer 195

## Danske mesterskaber
- Guld 1984 3000 meter inde 8:12.00
- Bronze 1981 1500 meter 3:49.1
- Bronze 1980 3000 meter forhindring 9:01.1
- Bronze 1979 3000 meter forhindring 9:13.9
- Bronze 1978 3000 meter forhindring 9:17.9